# 库图佐夫勋章
库图佐夫勋章（羅馬化：Orden Kutuzova）是蘇聯和俄羅斯頒發的勳章，共分三級。該勳章是紀念库图佐夫元帅，於1942年7月29日（二戰期間）由蘇聯最高蘇維埃主席團決定設立，當時分為兩級。在1943年2月8日增加至三級。

## 頒授條件
此勳章授予「善于计划并实施方面军、集团军、獨立兵團戰役，巧妙的使己方部队避开敌人的突击并顺利实施反突击的紅軍指揮員」，也可授予作戰部隊和兵團。
一級库图佐夫勳章授予方面軍、集團軍司令、副司令、參謀長、作戰部長、作戰局長和兵種（炮兵、航空兵、裝甲兵、火箭炮兵）主任；
二級库图佐夫勳章授予軍長、師長、旅長及副職、參謀長；
三級库图佐夫勳章授予團長、營長及團參謀長。

## 頒授情況
一級库图佐夫勳章頒授了675枚，其中3枚屬部隊或兵團所有；二級库图佐夫勳章頒授了3326枚，其中530枚屬部隊或兵團所有；三級库图佐夫勳章頒授了3328枚，其中1060枚頒授予部隊或兵團。
第一枚一級库图佐夫勋章授予顿河方面军第24集团军司令加拉宁中将

## 勳章樣式
整章呈十角星形，中央圓框內為以莫斯科克里姆林宮斯帕斯基鐘樓為背景的库图佐夫頭像和為圍繞著的俄文米哈伊爾·库图佐夫（Михаи́л Куту́зов）；外圈是兩層劍芒。
一級库图佐夫勳章對角距離為50毫米，整章分為三片：金質頭像；銀質上層劍芒、文字、鐘樓、一級勳章獨有的鍍金月桂枝和橡葉圖案；金質底層劍芒。三片以铆接固定，鐘樓頂還有一枚紅色琺瑯五角星。
二級库图佐夫勳章對角距離為50毫米，章體分為三片：頭像；上層劍芒、文字、鐘樓；底層劍芒，全為銀質。三片以铆接固定，第二的鐘樓頂還有一枚紅色琺瑯五角星。
三級库图佐夫勳章對角距離為44毫米，章體為一整片，銀質。
| 一級 | 二級 | 三級 |
| ---- | ---- | ---- |
|      |      |      |
| 章略 |      |      |
|      |      |      |